# George Gordon, I duca di Gordon
George Gordon, I duca di Gordon (1649 – Leith, 7 dicembre 1716), è stato un nobile scozzese.

## Biografia
Era l'unico figlio maschio di Lewis Gordon, III marchese di Huntly e di sua moglie Lady Mary Grant. Nel 1653 suo padre morì ed egli gli succedette al marchesato all'età di quattro anni. Venne educato in un seminario cattolico in Francia.

## Carriera
Nel 1673, quando aveva 24 anni, entrò nell'esercito francese di Luigi XIV e servì sotto il famoso maresciallo de Turenne, prima di tornare in Scozia intorno al 1675.
Il 1º novembre 1684, venne nominato duca di Gordon da Giacomo II e nel 1685 venne nominato Cavaliere del Cardo.
Durante la rivoluzione inglese e la caduta del re, il duca ricevette il Castello di Edimburgo, possedimento che mantenne fino al 1689. Come risultato delle sue azioni a Edimburgo, è stato ricevuto un po' freddamente dal re nella sua residenza in esilio, il castello di Saint-Germain-en-Laye, nei pressi di Parigi. Al suo ritorno in Scozia è stato confinato in libertà vigilata. Poco dopo, la duchessa lo lasciò e si ritirò in un convento nelle Fiandre.

## Matrimonio
Sposò, nell'ottobre 1676, sposò Lady Elizabeth Howard, figlia di Henry Howard, VI duca di Norfolk. Il matrimonio non fu un completo successo e la coppia si separò nel 1707. Ebbero due figli:
- Alexander Gordon, II duca di Gordon (1678-1728);
- Lady Jane Gordon (1691-1773), sposò James Drummond, II duca di Perth ed ebbero figli.

## Morte
Morì a Leith, il 7 dicembre 1716. La Duchessa tornò in Scozia dopo la sua morte e risiedette a Abbey Hill, a Edimburgo fino alla sua morte nel luglio del 1732. Come suo marito, fu sepolta nella Elgin's Cathedral.